# Directive sur le droit d'auteur dans le marché unique numérique
La proposition de Directive sur le droit d’auteur dans le marché unique numérique, communément rappelé sous le nom Article 13 ou Directive Copyright en rapport à la plateforme YouTube, est un projet de directive de l'Union européenne présenté en 2016 par la Commission européenne et pour lequel le Parlement européen a ouvert les négociations interinstitutionnelles (ou trilogue) le 12 septembre 2018. Elle contient diverses dispositions ayant trait à la propriété littéraire et artistique dans la société de l'information, notamment l'établissement d'un nouveau droit voisin sur les publications de presse (article 11) et la refonte du régime de responsabilité de certains intermédiaires techniques en cas de violation du droit d'auteur par leurs utilisateurs (article 13). La directive a été approuvée le 26 mars 2019 par le Parlement européen.

## Directive copyright
La directive droit d'auteur, dite directive copyright, a été adoptée le 12 septembre 2018 par 438 voix contre 226.
C'est une victoire pour le rapporteur Axel Voss face à Felix Reda qui dénonce une taxe aux hyperliens et donc une potentielle censure de la liberté d'expression. Pour l'AFP, les droits voisins du droit d'auteur visent les plates-formes de partage. Ces plates-formes seront amenées à « coopérer de bonne foi » sans systématiser le « blocage automatique ». La négociation avec les GAFA peut commencer. Libération titre en une : « Les GAFA n'ont pas tous les droits ».

### Grandes lignes
L'article 11 établit un nouveau droit voisin sur l'usage numérique des publications de presse au bénéfice des éditeurs et agences. L'article 13 du projet vise spécifiquement les plateformes et le statut d'hébergeur passif « clef du modèle économique des GAFAM ». En effet, il leur permet de refuser le statut d'éditeur et les contraintes en matière de droit d'auteur y afférent.
Pour contrer les GAFA qui font valoir que le statut d'hébergeur passif créé par la directive de 2002 les pousse à ne pas se sentir « responsable » de ce qui circule sur leur plateforme, la Commission veut les responsabiliser en les obligeant « à se doter de mesures techniques afin d'identifier les contenus protégés mis en ligne ». Dans ce dernier cas, les hébergeurs devront appliquer des filtres pour interdire la publication de contenus sous copyright.

### Article 11
L'article 11 crée un droit voisin pour les éditeurs de publications de presse. Il leur permettrait donc d'être rémunérés lorsqu'une partie de leur contenu est reprise dans des services d’agrégation de nouvelles tels que Google News. Ce droit voisin a une durée de vingt ans,.
Le 25 mai 2018, le Coreper a proposé que la durée de ce droit soit limitée à un an et a prévu qu'il ne s'appliquerait pas à des parties de la publication « non substantielles » en termes d'originalité ou de taille.
La commission des affaires juridiques du Parlement européen, saisie du texte en parallèle, a maintenu la durée du droit voisin à vingt ans et a prévu que l'exercice du droit voisin ne devrait pas empêcher l'utilisation des publications de presse par des particuliers à des fins privées et non commerciales.

### Article 13

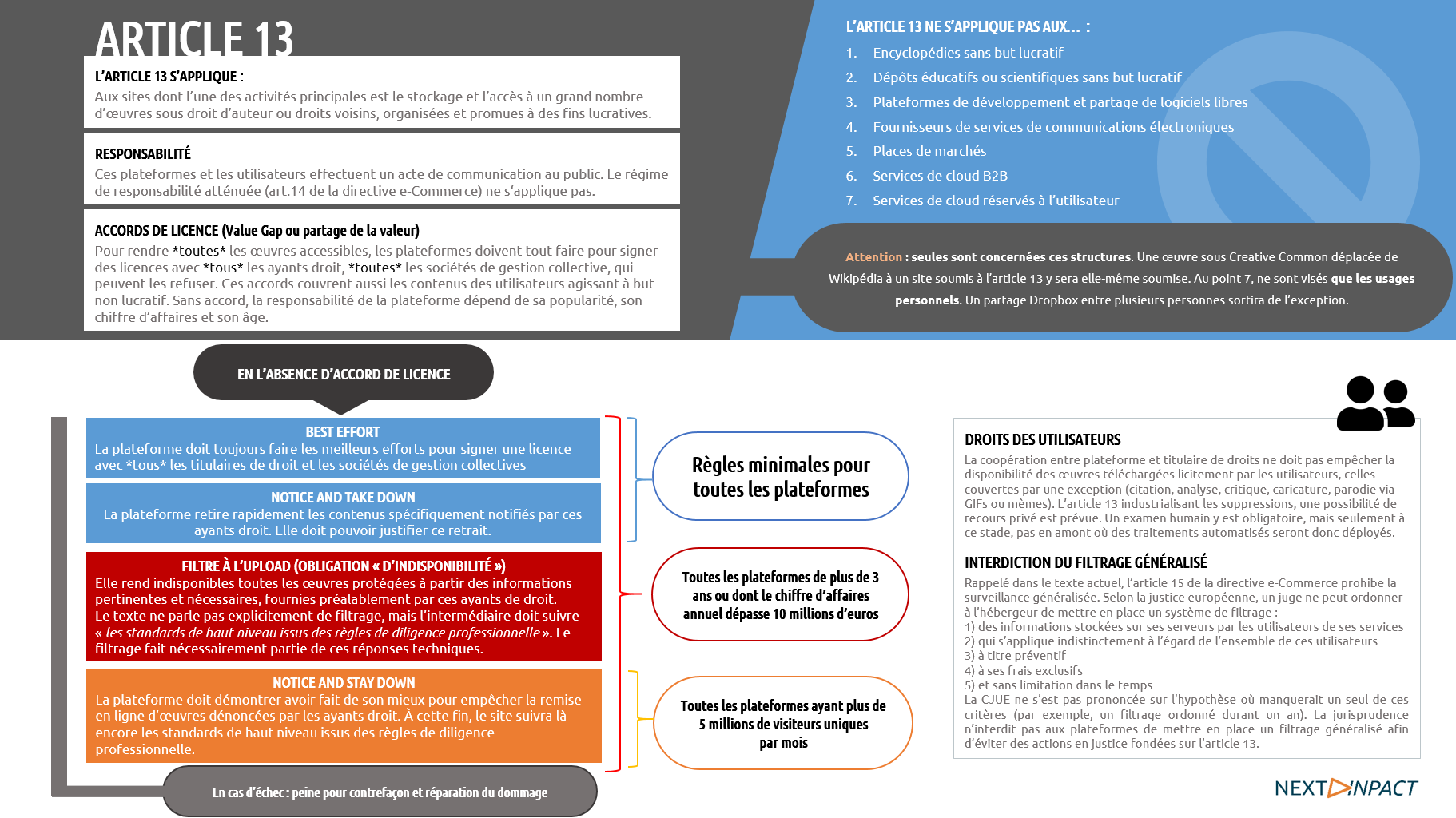
Schéma explicatif sur l’application de l’article 13.

L'article 13 pose, dans son premier paragraphe, le principe selon lequel certains intermédiaires techniques, appelés (en) online content sharing service providers (litt. « fournisseurs de service de partage de contenu en ligne ») dans le texte anglais de la directive, commettent un acte de « mise à disposition du public » chaque fois qu'ils donnent accès au public à un contenu grevé par un droit de propriété littéraire et artistique (notamment une œuvre couverte par le droit d'auteur) téléversé par l'un de ses utilisateurs. La directive EUCD de 2001 prévoit, dans son article 3, qu'une telle « mise à disposition du public » doit être autorisée par le titulaire des droits. Aussi, une plateforme qui n'aurait pas obtenu des accords de licence préalables auprès des ayants droit pour couvrir les téléversements effectuées par ses utilisateurs engagerait ses responsabilités civile et pénale pour faits de contrefaçon.
Le second paragraphe étend le bénéfice des licences conclues par une plateforme aux utilisateurs de celle-ci, sauf s'ils agissent sur une base commerciale et tirent des ressources significatives de leurs activités. Le troisième paragraphe précise que les plateformes ne peuvent se prévaloir de l'aménagement de responsabilité prévue à l'article 14 de la directive eCommerce (i.e. du statut d'hébergeur) s'agissant des actes de « mise à disposition du public » qu'elles commettent selon le principe posé dans le premier paragraphe (voir supra).
L'article 13 prévoit la systématisation d'accords de licence entre les plates-formes et les ayants droit. Les plates-formes devraient, à défaut, mettre en place des systèmes de filtrage tendant à empêcher de manière automatique la mise en ligne de contenus soumis au droit d’auteur. Les techniques employées doivent être « appropriées et proportionnées »,.
La commission des affaires juridiques du Parlement a précisé que cette disposition s'appliquerait à des fournisseurs de service qui vont au-delà de la simple mise à disposition d'infrastructures matérielles.

## Processus législatif
En 2001, une directive sur le droit d'auteur et les droits voisins a été adoptée.
Le 14 septembre 2016, la Commission européenne, qui détient l'initiative législative dans l'UE afin de répondre à la demande du Parlement, publie la proposition.
Le 25 mai 2018, le Comité des représentants permanents du Conseil de l'Union européenne approuve un texte qui ouvre des négociations avec le Parlement européen pour parvenir à un texte final, sans le soutien de l'Allemagne, de la Finlande, des Pays-Bas, de la Slovénie et de la Hongrie.
Le 20 juin 2018, la commission des affaires juridiques du Parlement européen adopte des modifications majeures de la législation européenne sur le droit d'auteur.
Le 5 juillet 2018, le Parlement choisit par 318 voix contre 278 de ne pas entériner immédiatement la proposition de la commission mais de la discuter lors de sa session de septembre 2018.
Le 12 septembre 2018, le Parlement adopte une version amendée du texte par 438 voix pour et 226 contre, suite entre autres à la création d'un régime d'exemption pour les micro et petites-entreprises, les structures à but non-lucratif, les Fournisseurs de services cloud , les plateformes de développement de logiciels open source et les places de marché en ligne dont l’activité principale est la vente de biens physiques.
Le 19 janvier 2019, la proposition de texte de compromis de la Roumanie est rejetée par 11 pays: l'Allemagne, la Belgique, la Finlande, les Pays-Bas, la Slovénie, l'Italie, la Pologne, la Suède, la Croatie, le Luxembourg et le Portugal. En dehors du Portugal et de la Croatie, un des reproches fait au texte était qu'il ne protégeait pas assez les droits des citoyens. La Roumanie reporte le vote initialement prévu au 21 janvier 2019.
Le 5 février 2019, après des négociations soutenues avec la France, l'Allemagne accepte une position de compromis sur l'article 13 : les petites entreprises ne seront pas exemptées mais leurs obligations pourront être considérablement allégées dans un premier temps. Cet allégement sera strictement limité aux entreprises dont les services sont accessibles au public européen depuis moins de 3 ans, qui enregistrent moins de 5 millions de visiteurs uniques mensuels et qui dégagent moins de 10 millions d'euros de chiffre d'affaires annuel. En plus de cet allégement, l'exemption pour les entités qui ne cherchent pas à tirer des ressources des services qu'elles organisent demeure en place.
Le 13 février 2019, les négociations interinstitutionnelles se terminent. Le texte final comporte toujours les controversés articles 11 et 13 avec, s'agissant ce dernier article, l'allégement des obligations pour les PME.
Le 26 février 2019, le texte issu du trilogue est approuvé par la commission des Affaires juridiques du Parlement européen . Cette dernière étape ouvre la voie à un vote final de la directive en séance plénière pour la semaine du 25 mars 2019.
Le 26 mars 2019, le Parlement européen a voté en faveur de la nouvelle directive sur le droit d'auteur, par 348 voix contre 274 (par 338 voix contre 284 après corrections de vote). Dans les prochaines semaines, la nouvelle directive doit encore être formellement discuté par le Conseil de l'Union européenne. Une fois que les nouvelles règles auront été publiées au Journal officiel de l'Union européenne, les États membres disposeront d'un délai de vingt-quatre mois pour les transposer dans leur législation nationale.
| Groupe politique du Parlement européen                                    | Députés européens | Approuvé | Abstention | Opposé  | États membres |
| ------------------------------------------------------------------------- | ----------------- | -------- | ---------- | ------- | ------------- |
| Groupe du Parti populaire européen                                        | 216               | 153      | 13/12      | 28/29   | 28            |
| Alliance progressiste des socialistes et démocrates au Parlement européen | 187               | 99/92    | 6          | 54/61   | 28            |
| Alliance des démocrates et des libéraux pour l'Europe                     | 68                | 36/35    | environ 3  | 25/26   | 21            |
| Europe des nations et des libertés                                        | 37                | 15       | environ 3  | 14      | 8             |
| Conservateurs et réformistes européens                                    | 75                | 23       | environ 2  | 42      | 19            |
| Europe de la liberté et de la démocratie directe                          | 41                | 6        | environ 1  | 28      | 7             |
| Gauche unitaire européenne/Gauche verte nordique                          | 52                | 5        | environ 3  | 36      | 14            |
| Groupe des Verts/Alliance libre européenne                                | 52                | 4        | environ 4  | 39      | 18            |
| Non-inscrits au Parlement européen                                        | 22                | 7/5      | 1/2        | 8/9     | 9             |
| Total                                                                     | 750               | 348/338  | 36         | 274/284 | 28            |

(Approbation/voix contre directive sans corrections de vote)
Pour des raisons techniques, il est temporairement impossible d'afficher le graphique qui aurait dû être présenté ici.

Le texte définitif est daté du 17 avril 2019 et porte le nom de "Directive (UE) 2019/790 du Parlement européen et du Conseil du 17 avril 2019 sur le droit d'auteur et les droits voisins dans le marché unique numérique et modifiant les directives 96/9/CE et 2001/29/CE".

## Le problème de l'unité du marché européen
La directive porte sur des exceptions à l'usage du copyright lors de fouille de textes et l'introduction de droits connexes pour les groupes de presse et une proposition visant les fournisseurs payants qui hébergent des contenus générés par les utilisateurs à l'intention du grand public. Certains avancent que parce que les licences et les exceptions seront établies sur une base nationale, il y aura fragmentation du marché unique numérique, au contraire du but officiellement visé par la directive.

## Oppositions au projet

### Opposition de personnalités de l'Internet
Tim Berners-Lee, principal inventeur du Web, Vint Cerf, l'un des pères fondateurs d'Internet, et Jimmy Wales, l'un des fondateurs de Wikipédia ont signé une lettre publique demandant au président du Parlement européen la suppression de l'article 13.

### Opposition des GAFA
En tout début de juillet, les GAFA auraient lancé un lobbying intense pour empêcher l'adoption de cette directive lors du vote du 5 juillet 2018.

### Opposition de la Fédération internationale des journalistes
Le 14 février 2019, la Fédération internationale des journalistes publie un communiqué de presse dénonçant les dispositions de l'article 11 qui, en raison d'un pouvoir trop grand donné aux éditeurs de presse face aux journalistes, « anéantissent tout espoir selon lequel la Directive aiderait les auteurs du secteur de la presse à recevoir une rémunération équitable et proportionnée pour leur travail. »

### Autres oppositions
Les articles 11 et 13 de la directive font face à l'opposition de plusieurs scientifiques et ont fait l'objet de multiples critiques de la part d'auteurs,
de journalistes,
de maisons d'édition,,
d'agences de presse,
de spécialistes du droit,,,
d'experts d'Internet,
d'institutions culturelles,
d'organisations de défense des droits civils,,
du Haut-Commissariat des Nations unies aux droits de l'homme,
de législateurs.
L'étude du think tank du Parlement européen démontre l'opposition à ces deux articles.
Le 10 décembre 2018, une pétition en ligne s'opposant à l'article 13 et ayant récolté plus de quatre millions de signatures de citoyens européens est remise aux négociateurs du trilogue.
Les journaux européens publient des commentaires en général critiques sur la directive copyright : Autriche, Danemark, Finlande, France,, Allemagne,, Irlande, Italie,, Pays-Bas, Pologne, Espagne, Slovaquie, Suède et Royaume-Uni,.

## Les prises de position

### En France
En juillet 2018, soixante-dix artistes publient une tribune dans le quotidien Le Monde. Ils soutiennent le projet de directive européenne et dénoncent « une campagne de désinformation au service des grandes puissances du numérique [...] qui répand l’idée que ce texte met en péril l’exercice des libertés fondamentales sur Internet. »
Jean-Noël Tronc, directeur de la Sacem, et Pascal Rogard, directeur de la SACD, s'associent au journaliste Pierre Louette dans une tribune publiée par Le Figaro, qui défend « la culture contre les lobbies des GAFA ».
Après le vote du 12 septembre 2018, La Quadrature du Net publie sur son site officiel une tribune de Lionel Maurel intitulée « La directive Copyright n’est pas une défaite pour l’Internet Libre et Ouvert ! », dans laquelle l'auteur défend la thèse selon laquelle la directive ne s'appliquera principalement qu'aux « plateformes centralisées et lucratives ». Toutefois La Quadrature du Net se pose en soutien de l'initiative pledge2019.eu dont le but est de collecter l'engagement des eurodéputés contre l'article 13.

### En Europe
En République tchèque, Daniel Křetínský mène un lobbying intense en faveur de la directive.